# P1-poort
De P1-poort is een aansluiting op een slimme meter die eenmaal per seconde de actuele waarden van de meter uitgeeft volgens een Europese standaard. De consument kan zo direct het energieverbruik en de meterstanden uitlezen.Deze informatie kan ook gebruikt worden voor huisautomatisering. P1-poorten maken gebruik van een RJ-12-stekker. Er is geen toegang tot de verbruikshistoriek.
Via de P1-poort kan ook het gasverbruik of waterverbruik uitgelezen worden, indien deze geconnecteerd werden aan de slimme elektriciteitsmeter.
De data wordt in serieel formaat verstuurd, met 1 startbit, 8 databits en 1 stopbit en met een snelheid van 115200 bits per seconde. De waarden worden als tekst gestuurd, met elke waarde op een nieuwe regel. 
Elke regel bestaat uit een OBIS-code, die aanduidt wat de waarde is, gevolgd door de waarde plus eenheid.
Bijvoorbeeld: 1-0:1.8.1 is het totale verbruik in kWh voor tarief 1, 1-0:1.8.2 is het totale verbruik in kWh voor tarief 2. Zie de specificatie voor de volledige beschrijving.

## Voorbeeld
Uit de specificatie:

/ISk5\2MT382-1000

1-3:0.2.8 (50)
 
0-0:1.0.0 (101209113020W)

0-0:96.1.1 (4B384547303034303436333935353037)

1-0:1.8.1 (123456.789*kWh)

1-0:1.8.2 (123456.789*kWh)

1-0:2.8.1 (123456.789*kWh)

1-0:2.8.2 (123456.789*kWh)

0-0:96.14.0 (0002)

1-0:1.7.0 (01.193*kW)

1-0:2.7.0 (00.000*kW)

### Uitlezen van de P1-poort
Er zijn talloze commerciële producten op de markt om de meter realtime uit te lezen of toestellen te schakelen. Het is ook mogelijk om zelf iets te bouwen. Omdat de P1-poort van het elektriciteitsnet geïsoleerd is, bestaat er geen gevaar voor de aangesloten apparatuur en de gebruiker.